# Demetrio Salazar
Demetrio Salazar (1822, Reggio de Calabre - 1882) est un patriote, mécène et historien italien.

## Biographie
Demetrio Salazar né en 1822 à Reggio de Calabre. À la suite de l'échec des mouvements et révolutions du Printemps des Peuples en 1848 en Calabre, il s'exile à Paris et puis au Luxembourg, à Londres, en Irlande et en Belgique avant de rentrer à Naples où il s'établit.
Il vit avec enthousiasme la libération de Naples par Giuseppe Garibaldi, futur «Père de l'Italie moderne», et il est envoyé par les libéraux pour le rencontrer à l'occasion du funérale de Guglielmo Pepe. En s'y rendant, il apporte avec lui un drapeau italien dont le port avait été interdit par le gouvernement des Bourbon-Siciles, pour le remercier de son patriotisme par cet acte surtout symbolique, Garibaldi lui demande de l'accompagner pendant son séjour à Naples.
Grâce à sa rapide ascension sociale à la suite de sa rencontre avec Garibaldi, il occupe des charges publiques importantes à l'intérieur de la commune de Naples, ancienne capitale du royaume des Deux-Siciles. Il devient aussi un membre de l'Académie Pontaniana et il s'intéresse particulièrement à l'art. En souvenir de sa vie politique napolitaine, une place dans le centre-ville de Naples a été nommée en son honneur, la Piazza Demetrio Salazar.
Lors d'une visite dans sa ville natale de Reggio de Calabre, Salazar propose la création d'un musée pour accueillir les vestiges archéologiques retrouvé durant les nombreuses fouilles en Calabre. Cette proposition fut approuvée par le maire de la ville, Fabrizio Plutino, et en 1882 fut créé le Musée national de la Grande-Grèce dont le premier directeur fut le député Domenico Spanò Bolani.
Demetrio Salazar décède en 1882 en laissant deux enfants qu'il a eu avec la peintre Dora Macnamara Calcutt (sœur d'un député anglais), rencontré lors de son exil au Luxembourg. Sa première fille, Fanny Salazar Zampini (né en 1853 à Bruxelles), fut une féministe, institutrice et écrivaine italienne.
Le philosophe, historien, écrivain, homme politique et fondateur du Parti libéral italien, Benedetto Croce, fut un admirateur de Demetrio Salazar.

## Œuvres
Demetrio Salazar a aussi publié plusieurs livres sur l'Histoire et l'art en Italie du Sud :
- L'arte nell'Italia meridionale, 1872.
- Studi di Monumenti, 1872.
- L'arte della miniatura, 1877.
- Sulla cultura artistica dell'Italia meridionale dal IV al XIII secolo, 1877.

## Sources
- (it) Cet article est partiellement ou en totalité issu de l’article de Wikipédia en italien intitulé « Demetrio Salazar » (voir la liste des auteurs).
- G. Minervini, Commemorazione di Demetrio Salazar, Accademia di Archeologia, Lettere e Belle Arti, 13 juin 1882.
- Vittorio Visalli, I Calabresi nel Risorgimento italiano, Turin, 1891-92.
- A. Romeo, Pensiero ed Azione - Profilo di Demetrio Salazar, Reggio de Calabre, 1895.
- F. Caprì, Commemorazione di Demetrio Salazar, La Zagara, juin 1882.
- L. Parpagliolo, Demetrio Salazar - Discorso commemorativo, Naples, 1927.
- A. Monti, Demetrio Salazar, Rome, Rassegna Storica del Risorgimento, 1936.